# West Reading (Pennsylvania)
West Reading település az Amerikai Egyesült Államok Pennsylvania állama Berks megyéje, Reading városában. A 2020-as népszámláláskor lakossága 4553 fő volt. Nyüzsgő főutcája (Penn Avenue) mellett itt van a nagy Reading Kórház és Egészségügyi Központ. Itt volt a VF Outlet Village is, amely az Egyesült Államok egyik legnagyobb outlet bevásárlóközpontja volt az egykori Berkshire Knitting Mills épületeiben. 1908 és 1975 között működött, ám 2020-ban bezárt. A jó hírű bevásárlóközpont mellett a település arról is ismert, hogy itt született a 14-szeres Grammy-díjas Taylor Swift énekes-dalszerzőnő.

## Története
A település 1873-ban jött létre, 1907. március 18-án iktatták be, így 2007-ben ünnepelte fennállásának 100. évfordulóját.
2022-ben Samantha Kaagot választották meg első női polgármesterének.

## Földrajza
A US Census Bureau szerint a település teljes területe 0,6 négyzetmérföld (1,6 km2).

## Önkormányzata

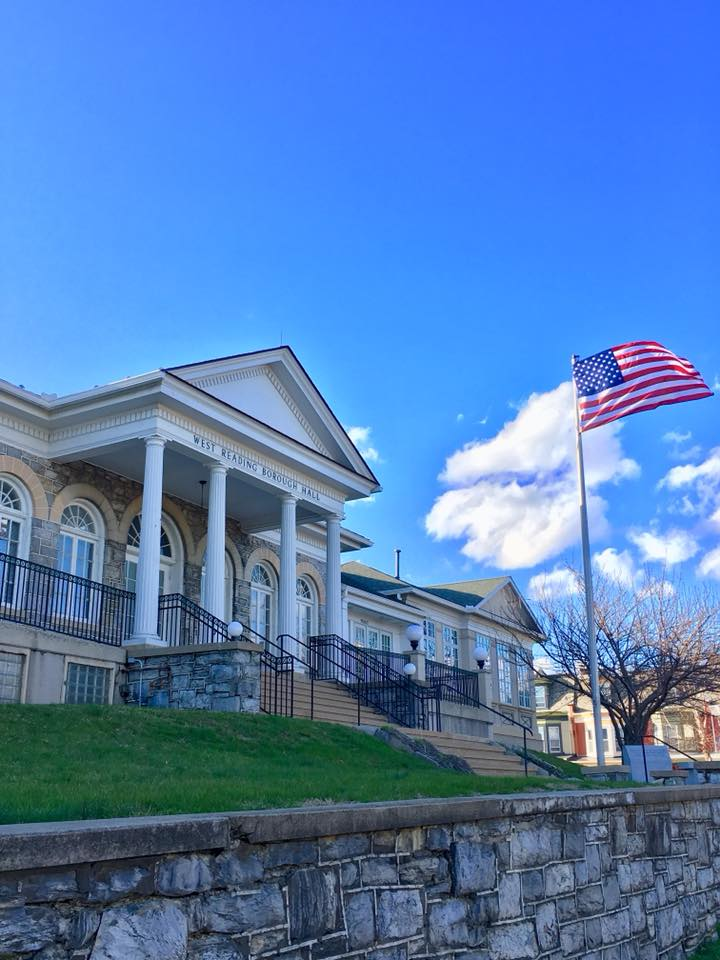
A West Reading Borough Hall

Tanács-menedzser önkormányzati forma irányítja West Reading városát. A tanács elnöke Ryan Lineaweaver, az alelnök pedig Phillip Wert. A másik öt tag jelenleg: Christopher Lincoln, Patrick Kaag, Jennifer Bressler, Denise Drobnick és Zachary Shaver. A tanács minden tagját négy- és kétéves ciklusra választják, amelyek rotációs ciklusban zajlanak. A város polgármestere Samantha Kaag. Elsődleges feladata a közbiztonság, a rendőrkapitányság felügyelete, a közösség bevonása, valamint a városi tanáccsal való kéz a kézben való együttműködés. West Reading (és Wyomissing) bírói kerületi bírája Eric J. Taylor.

## Híres emberek
- John Fetterman (sz. 1969), politikus
- Al Gursky (sz. 1940), egykori profi labdarúgó, New York Giants
- Chad Henne (sz. 1985), a Jacksonville Jaguars, a Kansas City Chiefs és a Miami Dolphins egykori profi labdarúgója
- Michael W. Kirst (sz. 1939), a Kaliforniai Állami Oktatási Tanács volt elnöke
- Andrew H. Knoll (sz. 1951), természettudományi professzor, Harvard Egyetem
- Taylor Swift (sz. 1989), énekes-dalszerző

## Demográfiai adatok
A 2000. évi népszámláláskor 4049 fő, 1666 háztartás és 862 család élt a településben. A népsűrűség 2733,4 fő/km², 1783 lakóegység volt átlagosan 1203,7 fő/km²-rel. A település faji összetétele 89,33%-a fehér, 4,03%-a afroamerikai, 0,22%-a indián, 1,53%-a ázsiai, 0,02%-a csendes-óceáni szigetlakó, 3,41%-a más fajtából, 1,46%-a pedig két vagy több nagyrasszból származott. A lakosság 7,78%-a spanyol vagy latin-amerikai származású volt. Az 1666 háztartás 23,6%-ában élt velük 18 éven aluli gyermek, 36%-ban együtt élő házaspár, 11,9%-ban volt férj nélküli nő, 48,2%-ban nem családos lakosa volt. A háztartások 39,4%-át egyedülálló személyek alkották, 14,3%-ában pedig 65 éves vagy annál idősebb egyedül élő személy volt. Az átlagos háztartásméret 2,11, a családok átlagos mérete 2,84 fő volt.
A település a lakosság korfája szerint: 18,7%-a 18 év alatti, 8,2%-a 18 és 24 év közötti, 28,8%-a 25 és 44 év közötti, 18%-a 45 és 64 év közötti, 26,3%-a pedig 65 éves, vagy idősebb. Az átlagéletkor 40 év volt,100 nőre 82,6 férfi jutott. 100 18 év feletti nőre 78,8 férfi jutott.
A kerületben lévő háztartások átlagos jövedelme évi 38 340, egy családé 43 472 amerikai dollár volt. A férfiak átlagos jövedelme 31 592, míg a nőké 25 411 dollár. A település egy főre eső évi jövedelme 21 414 dollár. A családok mintegy 5,8%-a és a lakosság 9,5%-a élt a szegénységi küszöb alatt, köztük a 18 év alattiak 16%-a és a 65 év felettiek 3,6%-a.

## Gazdasága
A Reading Kórház és Egészségügyi Központ a település legnagyobb munkáltatója és Berks megye öt legnagyobb munkáltatója közé tartozik. Anyacége, a Tower Health központja is a településben található.
West Reading nyüzsgő üzleti negyedében is vannak bárok, éttermek, üzletek és szalonok.

## Közlekedése

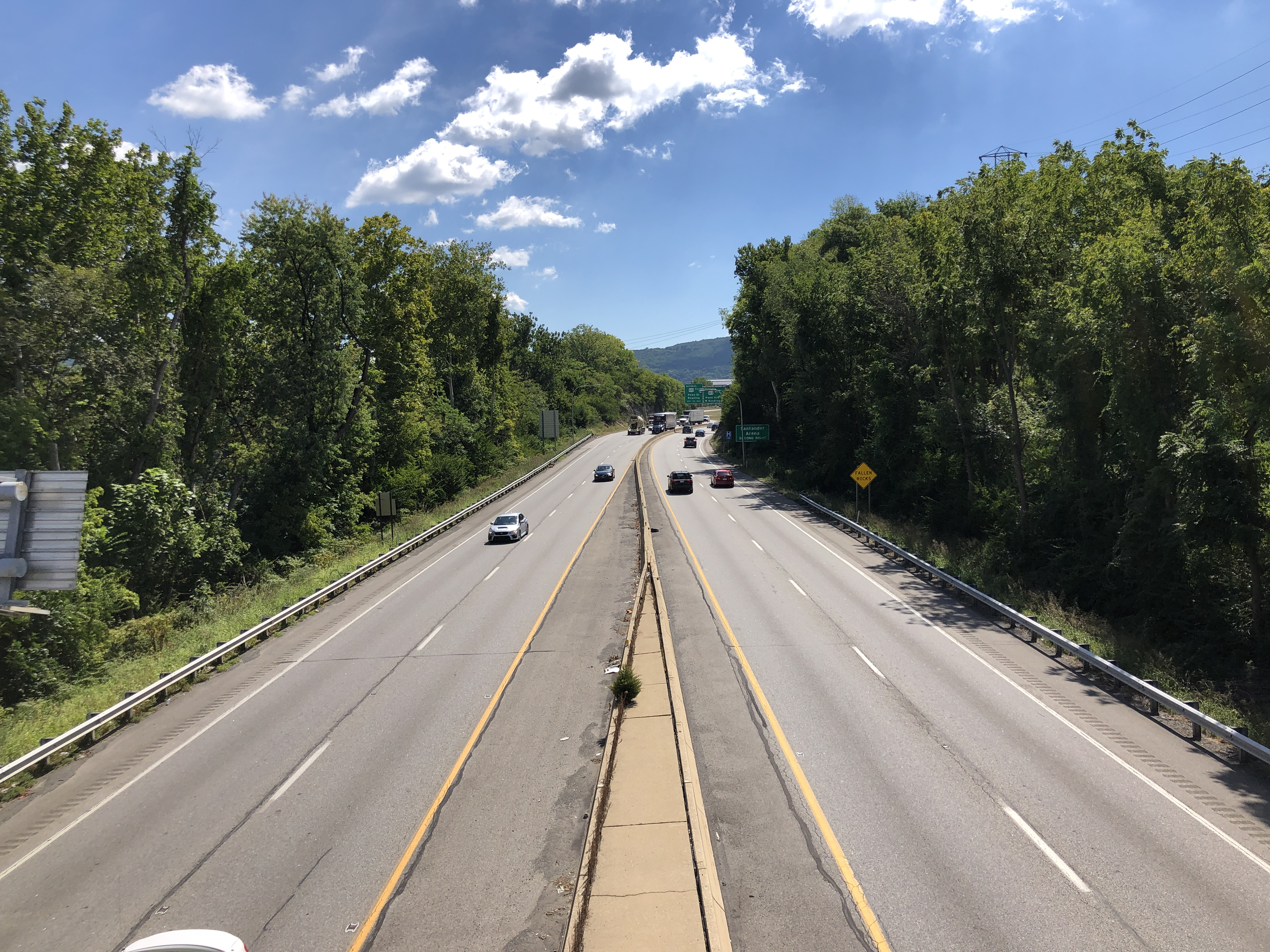
A 422-es autópálya keleti ága West Readingnél

2020-ban 20,79 km közút volt West Readingben, ebből 2,96 km-t a Pennsylvaniai Közlekedési Minisztérium (PennDOT) tartott fenn, és 17,83 km-t a település.
A 422-es út a West Readinget kiszolgáló fő autópálya. A nyugati partot elkerülő utat követi egy északnyugat–délkelet irányú vonal mentén a település északkeleti részén. A US Route 422 Business a 422-es régi vonalát követi a Penn Avenue mentén, a település közepén keresztül haladva.

## Fordítás
Ez a szócikk részben vagy egészben  a   West Reading, Pennsylvania című angol Wikipédia-szócikk ezen változatának fordításán alapul.  Az eredeti cikk szerkesztőit annak laptörténete sorolja fel. Ez a jelzés csupán a megfogalmazás eredetét és a szerzői jogokat jelzi, nem szolgál a cikkben szereplő információk forrásmegjelöléseként.